# Langley (Canada)
Langley è una municipalità distrettuale del Canada, situato in Columbia Britannica, nel distretto regionale di Metro Vancouver.